# Bloody Tourists
Bloody Tourists er det sjette album fra gruppen 10cc, som blev udgivet i 1978. Det år var også afslutningen på 10cc's "guldalder", for i perioden 1972-1978 var 10cc det mest solgte britiske band. De holdt ikke salget de efterfølgende år, hvilket de også selv har udtalt. Albummet indeholdt bl.a. nr. 1-hittet "Dreadlock Holiday", som også i 2005 kom med på kompilations-CD'en NOW That's What I Call Music! Summer.

## Spor
1. "Dreadlock Holiday
2. "For You And I"
3. "Take These Chains"
4. "Shock on The Tube (Don't Want Love)"
5. "Last Night"
6. "Anonymous Alcoholic"
7. "Reds In My Bed"
8. "Lifeline"
9. "Tokyo"
10. "Old Mister Time"
11. "From Rochdale to Ocho Rios"
12. "Everything You Wanted To Know About!!!"